# Pravoslavná církev Ukrajiny
Pravoslavná církev Ukrajiny (ukrajinsky Православна церква України) je ukrajinská pravoslavná církev. Vznikla na sjednocujícím sněmu ukrajinských pravoslavných církví 15. prosince 2018 sjednocením Ukrajinské pravoslavné církve Kyjevského patriarchátu a Ukrajinské autokefální pravoslavné církve, které byly zároveň rozpuštěny, a části Ukrajinské pravoslavné církve Moskevského patriarchátu.[zdroj?] Do čela nové církve byl zvolen 39letý Epifanij (Dumenko) jakožto metropolita kyjevský a vší Ukrajiny. Na bohoslužbě dne 5. ledna 2019 konstantinopolský patriarcha Bartoloměj I. udělil Pravoslavné církvi Ukrajiny status autokefální církve.
Dne 24. května 2023 se Biskupská rada rozhodla zcela přejít na Revidovaný juliánský kalendář a že tento přechod proběhne 1. září 2023. Bylo také rozhodnuto svolat místní radu na 27. července 2023, která nakonec schválí přechod na revidovaný juliánský kalendář. To se pak skutečně stalo dne 14. července.
Autokefalii ukrajinské pravoslavné církve nyní uznává Ekumenický patriarchát v Konstantinopoli, Patriarchát v Alexandrii, Kyperská církev a Řecká církev.

## Historie

### Metropolitní Kyjev
V roce 988, v důsledku christianizace Kyjevské Rusi svatým Vladimírem Svjatoslavyčem, byla vytvořena první ukrajinská křesťanská církev s centrem ve městě Kyjev pod názvem Metropolitní Kyjev ekumenického patriarchátu Konstantinopole. Po uzavření Brestské unie v roce 1596 došlo k rozkolu ukrajinského křesťanství, které bylo rozděleno na pravoslavné a katolíky.
V roce 1685 zahájil moskevský patriarchát anexi Kyjevského metropolity k ekumenickému patriarchátu, vysvěcením kyjevského metropolity Gedeona v Moscovech. V roce 1686 vydal ekumenický patriarcha Dionysius IV. (Později anathema) prostřednictvím simony synodální dopis, který uděluje právo vysvěcení metropolity Kyjeva moskevskému patriarchovi způsobem úsporných opatření zvoleným radou duchovenstva a věřícími jeho diecéze. Bylo povinné, aby kyjevský metropolita zmínil ekumenického patriarchu Konstantinopole jako svého prvního hierarcha v jakékoli službě, hlásal a potvrzoval svou kanonickou závislost na konstantinopolské Matce církvi, ale žádná z těchto podmínek nebyla splněna. Kyjevský metropolita se vlastně stala jednou z běžných diecézí moskevského patriarchátu, když Petr Veliký v roce 1722 zvolil Barlaama (Voniatovycha) v hodnosti arcibiskupa, nikoli metropolity. Svatý synod ekumenického patriarchátu v procesu udělení autokefalie ukrajinské církvi na svém zasedání 11. října 2018 zrušil synodální dopis z roku 1686 kvůli simonii a jejímu hrubému porušení.

### Udělení autokefality
Dne 16. června 2016, v předvečer Všepravoslavného sněmu, Nejvyšší rada Ukrajiny schválila žádost patriarchovi Bartolomějovi o udělení autokefalie pravoslavné církvi na Ukrajině, k překonání důsledků rozdělení církve svoláním sjednocující rady a anulací přistoupení Kyjevského patriarchátu k Moskvě.

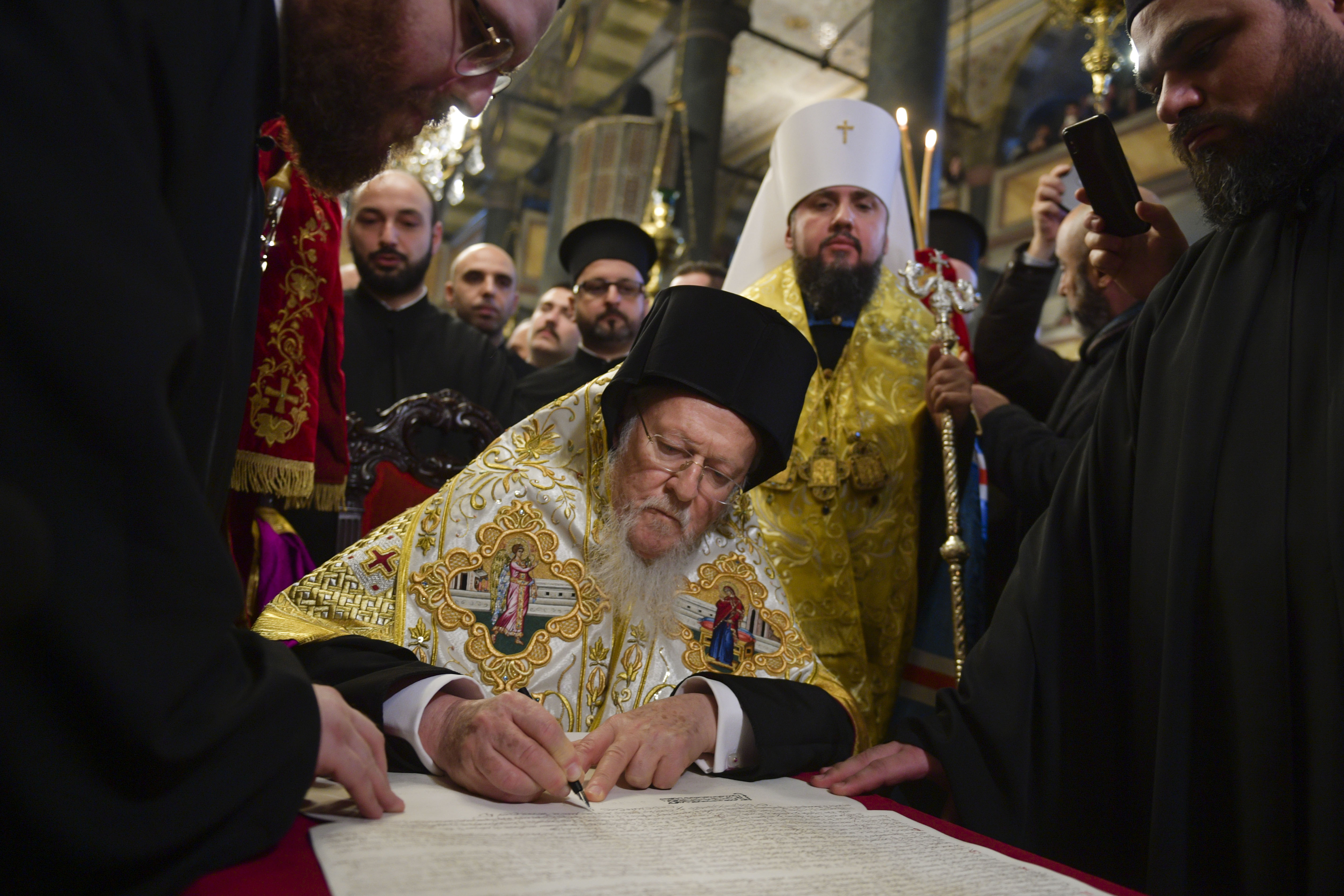
Ekumenický patriarcha Bartoloměj I. podepsal Tomos o autokefalitě pravoslavné církve na Ukrajině

Proces udělení autokefality v Konstantinopoli začal na jaře roku 2018. Po setkání s patriarchou Bartolomějem mu prezident Ukrajiny Petro Porošenko poslal žádost o Tomos. Podporovala ho Nejvyšší rada (parlament Ukrajiny) a hierarchové UPC-KP a UAPC. Synoda Ekumenického patriarchátu v prohlášení po dubnovém zasedání oznámila, že přijala stížnost ukrajinské církve a sekulárních úřadů.

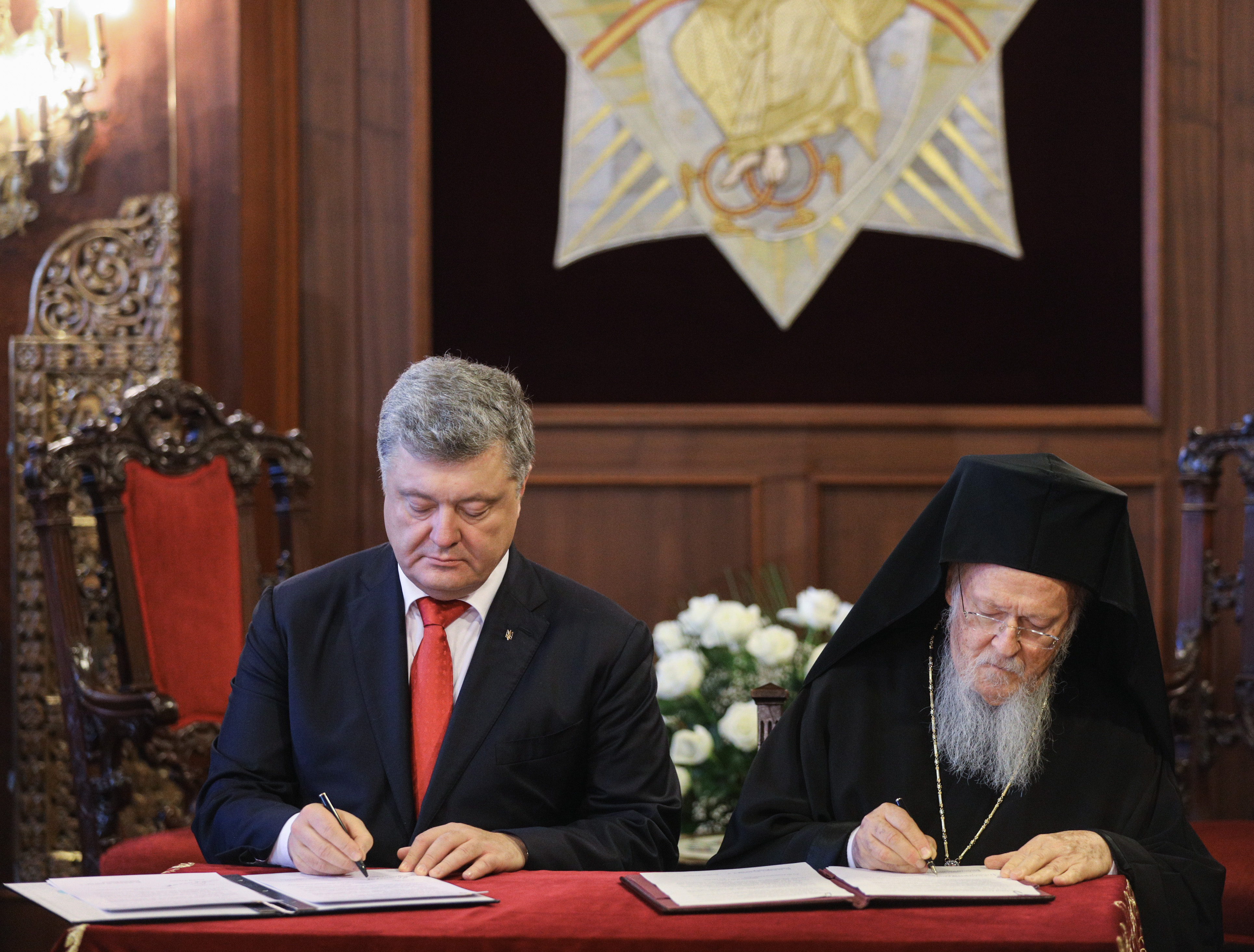
Podpis dohody „O spolupráci a interakci mezi Ukrajinou a ekumenickým patriarchátem Konstantinopole“

Na zasedání konaném od 9. do 11. října 2018 synoda konstantinopolského patriarchátu potvrdila své rozhodnutí udělit autokefalii pravoslavné církvi na Ukrajině. Synoda se také rozhodla obnovit stavropagii ekumenického patriarchy v Kyjevě, obnovenou „ve své biskupské nebo kněžské hodnosti“ Filareta (Denysenko), Makarije (Maletič) (nešlo však o jejich obnovu v hodnosti kyjevského patriarchy a metropolity) a „jejich následovníci, kteří se ocitli v rozkolu ne z dogmatických důvodů,“ zrušili ”povinnost synodálního dopisu z roku 1686, který dal moskevskému patriarchovi právo vysvěcení kyjevského metropolity zvoleného Radou kněží a věřících jeho diecéze "(synoda), že i za těchto podmínek kyjevský metropolita" musel při jakékoli službě zmínit ekumenického patriarchu jako svého prvního arcibiskupa, hlásat a potvrzovat svou kanonickou závislost na konstantinopolské matce církvi “).

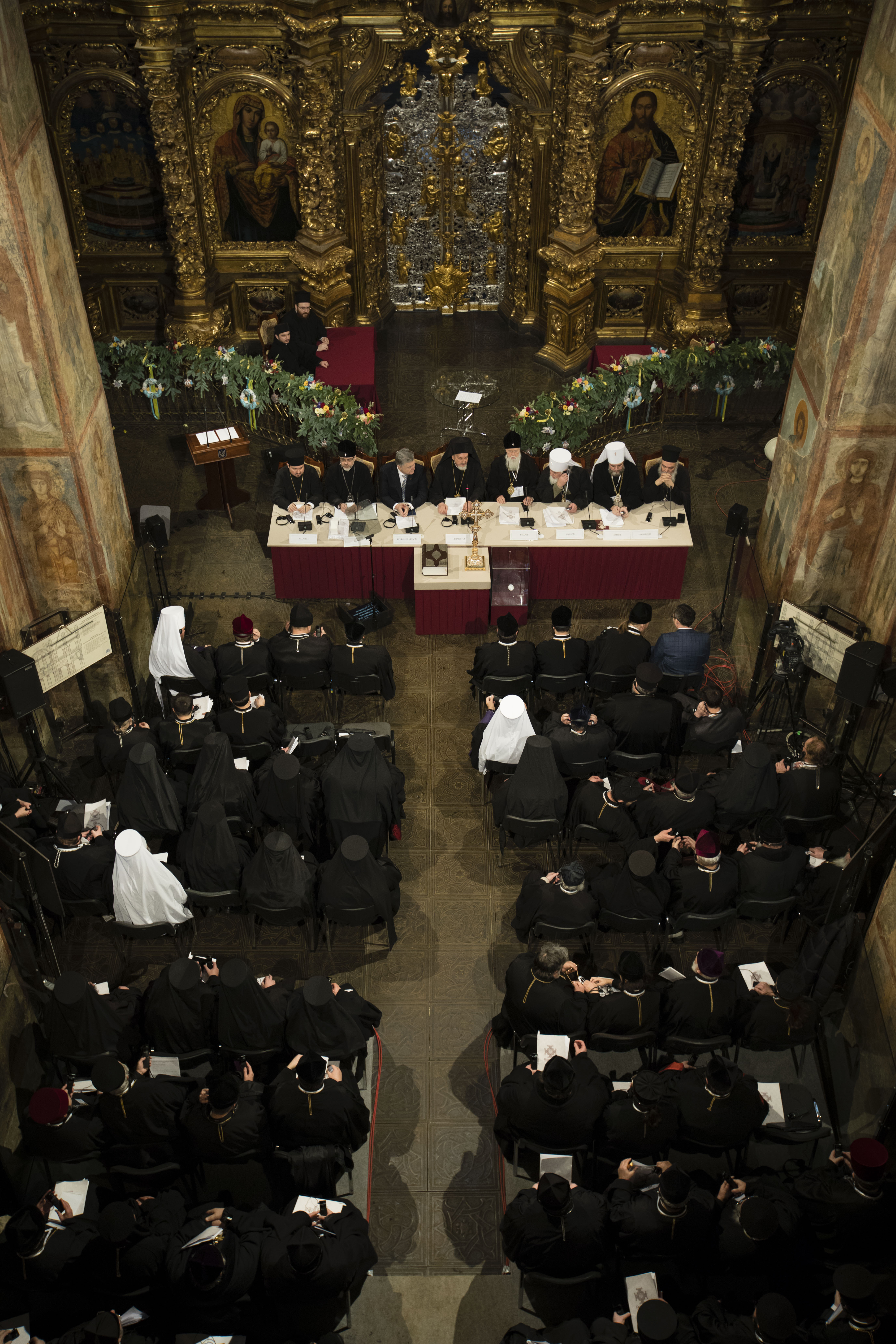
Během shromáždění

PCU vznikla 15. prosince 2018 na sjednocovacím sjezdu uznaného ekumenickým patriarchátem spojením ukrajinských pravoslavných jurisdikcí na základě úplné kanonické nezávislosti. Sjezdu předsedal zástupce ekumenického patriarchátu metropolita Emmanuel z Galie (Adamakis). Pátý prezident Ukrajiny Petro Porošenko se zúčastnil sjednocovacího sněmu jako host.
Večer téhož dne ekumenický patriarcha oficiálně uznal výsledky sněmu pro sjednocení, poblahopřál kyjevskému metropolitovi a celé Ukrajině k volbám a pozval ho na liturgii s předáním Tomosu. A 16. prosince 2018 diákon ekumenického patriarchátu poprvé v historii vzpomněl na hlavu pravoslavné církve Ukrajiny spolu s hlavami dalších církví, které jsou součástí diptychu (seznam místních autokefálních pravoslavných církví).
Dne 5. ledna 2019 patriarcha Bartoloměj po společné liturgii s metropolitou Epifanijem podepsal Tomos o autokefalitě PCU v chrámu svatého Jiří ve Fanaru. Tento pergamen vyrobil mnich Lucas, kaligraf a umělec z xenofonského kláštera na Svaté Hoře.
Proces udělení autokefalie pravoslavné církvi na Ukrajině skončil 6. ledna 2019. Při společné bohoslužbě v den svátku Zjevení Páně předal ekumenický patriarcha Bartoloměj Epifanijovi, zvolenému metropolitovi PCU, klobouk metropolity a svitek s textem Tomosu.
Dne 14. února 2019 se v Kyjevské katedrále Hagia Sofie (Svaté Moudrosti) konalo uvedení do úřadu metropolity kyjevského a celé Ukrajiny, Epifanije. Ceremonii vedl metropolita Galie Emanuel (Adamakis), bývalý patriarcha Ukrajinské autokefální pravoslavné církve /UAPC/ Makarije (Maletič) a metropolita Vinnycja-Bar Simeon (Šostacky). Oba jsou biskupy PCU.